# Sanbornton
Sanbornton è un comune degli Stati Uniti d'America facente parte della contea di Belknap nello stato del New Hampshire.